# Bào Húc
Bào Húc (鮑旭) là một nhân vật hư cấu trong tác phẩm Thủy hử của tác giả Thi Nại Am. Bào Húc đứng thứ 60 trong 108 anh hùng Lương Sơn Bạc và thứ 24 trong 72 sao Địa Sát.

## Xuất thân
Thủy hử mô tả Bào Húc là một người xấu xí, mặt như đáy chảo, mắt lồi, miệng sói, giỏi võ, thích giết người nên có biệt danh Tang Môn thần. Bào Húc là chủ một băng cướp trên núi Khô Thụ.

## Gia nhập Lương Sơn
Khi nghĩa quân Lương Sơn tiến đánh Lăng Châu, Tuyên Tán và Hác Tư Văn bị hai tướng Đan Đình Khuê và Ngụy Định Quốc bắt giữ và giải về phủ Đại Danh. Cùng lúc đó, Lý Quỳ gặp Tiêu Đĩnh và cả hai lên núi Khô Thụ thuyết phục Bào Húc lên Lương Sơn. Khi xe tù đi qua núi Khô Thụ, ba người Lý Quỳ, Tiêu Đĩnh và Bào Húc dẫn quân giải cứu xe tù, cứu được Tuyên Tán, Hác Tư Văn, sau đó tất cả cùng lên Lương Sơn.

## Nam chinh tử trận
Bào Húc gia nhập Lương Sơn và theo Tống Công Minh cùng nghĩa quân tham chiến trong các chiến dịch đánh Liêu, Vương Khánh, Điền Hổ và Phương Lạp. Trong chiến dịch bình định Phương Lạp, Lý Quỳ và Bào Húc được lệnh đánh Hàng Châu. Bào Húc chém chết tướng Phương Lạp là Liêm Minh và tiến vào thành. Không ngờ Thạch Bảo chờ sẵn trong thành xông ra chém Bào Húc làm hai đoạn

## Trong Đãng Khấu Chí
Tại hồi 58, quân mã Vân Thiên Bưu vây đánh Lai Vu, nhưng Chu Vũ phòng thủ nghiêm ngặt, đánh mãi chưa phá được. Lưu Tuệ Nương dùng kế phá đê sông Vấn Hà, Lai Vu ngập trong biển nước. Quân triều đình cưỡi thuyền lên mặt thành, Mạnh Khang bị Phó Ngọc đâm chết, Đào Tông Vượng bị Văn Đạt dùng đao chém đứt làm đôi, Bào Húc, Chu Vũ bị bắt sống.